# Ford 7W
 (septembre 2021).
Si vous disposez d'ouvrages ou d'articles de référence ou si vous connaissez des sites web de qualité traitant du thème abordé ici, merci de compléter l'article en donnant les références utiles à sa vérifiabilité et en les liant à la section « Notes et références ».
La Ford 7W Ten est une automobile construite par Ford Royaume-Uni entre 1937 et 1938, assemblée à l'usine de Dagenham au Royaume-Uni. Elle a été produite à 41 665 exemplaires.

## Description
Il s'agit d'une version mise à jour de la Ford Model C Ten, comprenant le même moteur de 1 172 cm3à soupapes latérales et une boîte de vitesses manuelle à trois rapports. Elle utilise les mêmes suspensions avant et arrière que la Ford Model C Ten : des ressorts à lames transversaux. Le châssis présente une conception renforcée et plus rigide. Les freins sont mécaniques et fabriqués par Girling.
Disponible en version deux ou quatre portes, la 7W Ten est le premier petit modèle de Ford produit au Royaume-Uni à proposer un coffre à bagages accessible depuis l’extérieur. Elle préfigure la « Ford Prefect » lancée en 1939 (uniquement en version quatre portes), produite jusqu’en 1953 sous les désignations E93A et E493A.